# زتابیت
زتابیت یک ضریبی از واحد بیت است که برای انبارش داده کامپیوتری استفاده شده و علامتش Zbit یا Zb می‌باشد. پیشوند زتا (با علامت Z) در دستگاه بین‌المللی یکاها ضریب ۱۰۲۱ (سکستیلیون) تعریف شده است، بنابراین:
۱ زتابیت = ۱۰۲۱ بیت = ۱۰۰۰ اگزابیت
یکای زتابیت ارتباط نزدیکی با یکای زبی‌بیت، یک یکای دودویی با پیشوند زبی که به ارزش ۲۷۰ (۱٬۱۸۰٬۵۹۱٬۶۲۰٬۷۱۷٬۴۱۱٬۳۰۳٬۴۲۴) بیت بوده و حداکثر ۱۸٪ از زتابیت بزرگتر است، دارد. با وجود اینکه پیشوندهای جدیدی بر مبنای دودویی توسط کمیسیون الکتروتکنیکی بین‌المللی (استاندارد آی‌ئی‌سی ۶۰۰۲۷) تعریف شده‌اند اما هنوز در بازار از پیشوندهای اس‌آی استفاده می‌شود.